# Okres Tarnovské Hory
Okres Tarnovské Hory (Tarnowskie Góry; polsky Powiat tarnogórski) je okres v polském Slezském vojvodství. Rozlohu má 644,19 km² a v roce 2023 zde žilo 139 240 obyvatel. Sídlem správy okresu je město Tarnovské Hory.

## Gminy
Městské:
- Kalety
- Miasteczko Śląskie
- Radzionków
- Tarnovské Hory

Vesnické:
- Krupski Młyn
- Ożarowice
- Świerklaniec
- Tworóg
- Zbrosławice

## Města
- Kalety
- Miasteczko Śląskie
- Radzionków
- Tarnovské Hory

## Sousední okresy
| Růžice kompasu | Okres Strzelce  | Okres Lubliniec      | Okres Myszków   | Růžice kompasu |
| Růžice kompasu | Okres Gliwice   | Sever                | Okres Będzin    | Růžice kompasu |
| Růžice kompasu | Okres Gliwice   | Okres Tarnovské Hory | Okres Będzin    | Růžice kompasu |
| Růžice kompasu | Okres Gliwice   | Jih                  | Okres Będzin    | Růžice kompasu |
| Růžice kompasu | Gliwice, Zabrze | Bytom                | Piekary Śląskie | Růžice kompasu |